# Heliaster kubiniji
Heliaster kubiniji is een zeester uit de familie Heliasteridae.
De wetenschappelijke naam van de soort werd in 1860 gepubliceerd door Xantus.